# Odpowiedzialność cywilna
Odpowiedzialność cywilna – ujemne konsekwencje ponoszone przez podmioty prawa w związku z zaistnieniem zdarzeń negatywnie ocenianych przez prawo. Jest to możliwość zastosowania przymusu państwowego w postaci egzekucji majątkowej, wobec określonej osoby fizycznej lub prawnej, celem realizacji ciążącego na niej obowiązku.
Odpowiedzialność najczęściej występuje w powiązaniu z długiem, chociaż mogą zdarzyć się przypadki, gdy dłużnik nie ponosi odpowiedzialności (zobowiązanie naturalne), jak również sytuacje, gdy określona osoba odpowiada mimo braku długu (np. dług gruntowy w prawie niemieckim). Na gruncie polskiego kodeksu rodzinnego i opiekuńczego istnieje możliwość zaspokojenia wierzyciela z majątku wspólnego małżonków lub majątku osobistego dłużnika (art. 41).

## Źródła odpowiedzialności
- Odpowiedzialność deliktowa – za szkodę wyrządzoną czynem niedozwolonym.
- Odpowiedzialność kontraktowa – z tytułu niewykonania lub nienależytego wykonania zobowiązania, które powstało na skutek dokonania czynności prawnej, najczęściej umowy.

## Rodzaje odpowiedzialności
- Odpowiedzialność osobista (majątkowa) – dłużnik odpowiada całym swoim majątkiem teraźniejszym i przyszłym za wyrządzoną szkodę; jest w zasadzie nieograniczona, nie zależy od stanu majątkowego dłużnika i nie uznaje (co do zasady) przywilejów na korzyść jednych wierzycieli przeciwko innym.
- Ograniczona odpowiedzialność osobista (np. art. 1030 i 1031 kodeksu cywilnego):
  - cum viribus patrimonii – odpowiedzialność dłużnika sprowadza się do pewnej wyodrębnionej masy majątkowej dłużnika, traktowanej w jego majątku jako osobna całość;
  - pro viribus patrimonii – dłużnik odpowiada za dług wprawdzie całym swoim majątkiem, jednakże tylko do pewnej wysokości ograniczonej liczbowo, np. do wysokości aktywów spadku.
- Odpowiedzialność rzeczowa – niezależna od osobistej – dłużnik odpowiada jedynie określoną rzeczą – zastaw albo hipoteka; gwarancję zaspokojenia wierzyciela daje oznaczony przedmiot majątkowy, którym zabezpieczono wierzytelność.

Uprawnienie wierzyciela rzeczowego w razie zbiegu w toku egzekucji z wierzytelnościami osobistymi innych wierzycieli uzyska przywilej pierwszeństwa co do zaspokojenia się z przedmiotu obciążonego przed tymi wierzycielami.